# Гераеи, Мохаммад Реза
Мохаммад Реза Абдолхами Гераеи (перс. محمدرضا گرایی‎; род. 25 июля 1996, Шираз) — иранский борец греко-римского стиля, чемпион Азии, победитель Олимпийских игр 2020 года в Токио. Младший брат борца Мухаммадали Гераеи.

## Карьера
В апреле 2019 года в китайском Сиане стал чемпионом Азии. В апреле 2021 года в Алма-Ате, став победителем азиатского Олимпийского квалификационного турнира, завоевал лицензию на Олимпийские игры в Токио. 4 августа 2021 года одержав победу в финале над представляющим Украину Парвизом Насибовым, стал олимпийским чемпионом в Токио.

## Достижения
- Чемпионат Азии по борьбе среди юниоров 2016 — ;
- Чемпионат мира по борьбе среди студентов 2016 — ;
- Азиатские игры 2018 — ;
- Чемпионат Азии по борьбе U23 2019 — ;
- Чемпионат Азии по борьбе 2019 — ;
- Олимпийские игры 2020 — ;